# Arturo Rosenblueth
Arturo Rosenblueth, celým jménem Arturo Rosenblueth Stearns (2. října 1900 Chihuahua – 20. září 1970 Ciudad de México) byl mexický fyziolog.

## Život a dílo
Arturo Rosenblueth studoval v letech 1918 až 1921 v Ciudad de México, poté v Berlíně a Paříži, kde v roce 1927 promoval. V Mexiku se stal vedoucím pracovníkem Národního ústavu hygieny a v roce 1928 profesorem na lékařské sekci Národní autonomní univerzity v Mexiku. V roce 1930 se stal Guggenheimovým stipendistou a v roce 1939 členem Americké akademie umění a věd. Ve 30. letech 20. století spolu s Walterem Cannonem zkoumali účinky katecholaminů. V roce 1933 pojmenovali adrenalin sympatin (I). Rosenblueth spolupracoval na psaní výzkumných prací s Cannonem i Norbertem Wienerem, průkopníky kybernetiky. S Wienerem a Julianem Bigelowem napsali: Behavior, Purpose and Teleology, česky „Chování, účel a teleologie“, která podle samotného Wienera položila základy nové vědy kybernetiky.
Rosenbluethův klasifikační systém byl kritizován a byla stanovena potřeba externí kontroly. Účel pozorování a pozorované systémy se odlišují subjektivní autonomií systému a objektivní kontrolou.
Věnoval se oblastem přenosu nervových impulsů, neuromuskulárního přenosu, synaptickému přenosu, šíření impulsů v srdci, řízení krevního oběhu a fyziologii mozkové kůry. Vyučoval však také několik kurzů matematiky a dokonce i muzikologie.

## Dílo
- 1937: (spoluautor Walter Cannon) Fisiología del sistema nervioso autónomo ("Physiology of the Autonomous Nervous System")
- 1943: ( spoluautoři Norbert Wiener & Julian Bigelow) Behavior, Purpose and Teleology
- 1945: ( spoluautor Norbert Wiener) The Role of Models in Science,
- 1970: Mind and Brain: A Philosophy of Science, (MIT Press)
- 1970: Mente y Cerebro: una filosofía de la ciencia